# NACA

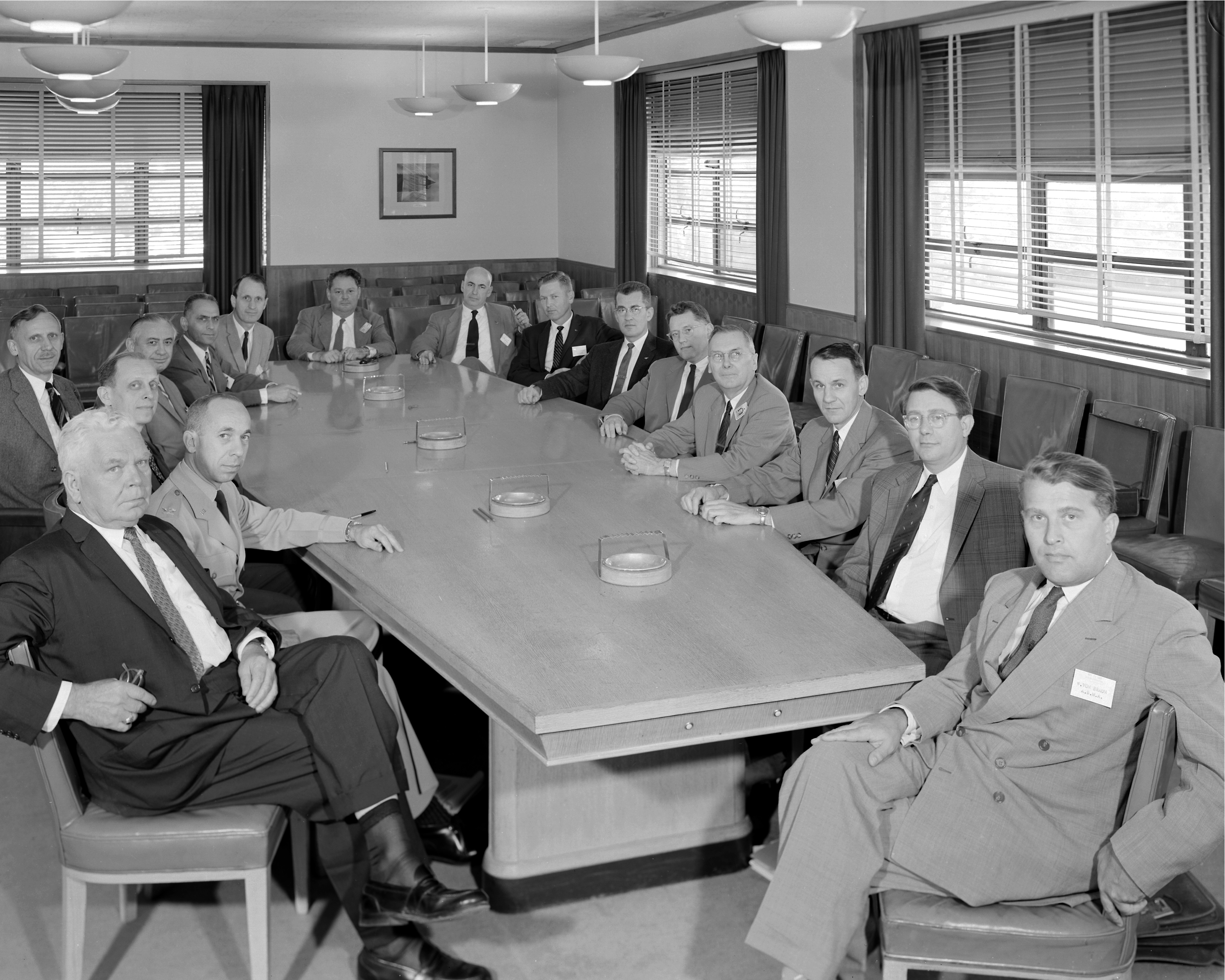
A NACA űrtechnológiákra szakosodott bizottsága (Special Committee on Space Technology) 1958. május 26-i ülésén, az átalakulás idején

A NACA (feloldva National Advisory Committee for Aeronautics, magyarul „Nemzeti Repülésügyi Tanácsadó Testület”) a NASA elődje az amerikai repülési és űrkutatási kutatómunkákban.
Az aeronautikai kutatásban végzett munkássága nyomán maga a betűszó is fennmaradt több névben. Ilyen a NACA-csatorna, amely a sugárhajtóműves repülőgépek levegőbeömlő-nyílásainak egy változata, a NACA-gyűrű, amely a csillagmotorok áramvonalazó burkolólemezeinek egyik gyűjtőneve, vagy a különféle NACA-szárnyprofilok.

## Története
A NACA szervezetét 1915. március 3-án alapították meg egy amerikai szövetségi szervezetként, az első világháború idején. Célja az ipari és a kutatási eredmények összehangolása volt a repülésügy fejlesztése érdekében. Mintájául elsősorban a brit párhuzamos intézmény szolgált (British ACA, ahol az ACA betűk ugyanezt a szócsoportot rövidítik).
Kísérleti kutatóintézetként fejlesztették föl szélcsatornákkal, repülőgépmotorok és repülőgépek kipróbálására alkalmas telephelyekkel. Olyan repülőgépek fejlesztése fűződik a szervezet nevéhez, mint a Bell X–1 (ezt az Amerikai Légierővel közösen fejlesztették), amely a hangsebességnél gyorsabb repülésre készült, vagy az X–15, amely már a „világűr határát súrolta”. A NACA közel fél évszázados működése mintát adott a második világháború idejére a repülőgép-fejlesztésekhez, s később a NASA megalakulásához is.
1957-ben alakult meg a NACA keretei között az a bizottság, amely már az űrkorszak felé tett első lépés volt Amerikában. Ez a Special Committee on Space Technology (az űrtechnológiákra szakosodott bizottság) alakult át egy éven belül a NASA magjává.
A NACA 1958-ban alakult át a NASA ma is ismert intézményévé. A NACA akkor működő 3 nagy kutatóintézete, az Ames Kutatóközpont, a Lewis Research Center és a Langley Aeronautical Laboratory ma is a NASA-űrközpontok közé tartoznak.

## Külső hivatkozások
- U.S. A National Advisory Committee for Aeronautics = NACA
- Information a NACA szervezetéről
- A NACA és a NASA története 1915-1990 között Archiválva 2021. április 8-i dátummal a Wayback Machine-ben
- A Langley Aeronautical Laboratory története 1917-1958 között Archiválva 2012. október 16-i dátummal a Wayback Machine-ben